# Asse (Duitsland)
De Asse is een kleine bergketen in het Landkreis Wolfenbüttel in het zuidoosten van de Duitse deelstaat Nedersaksen met een gemiddelde hoogte van 200 meter; de hoogste elevatie is de Remlinger Herse met een hoogte van 234 m. Er zijn meer dan 600 verschillende plantensoorten te vinden en het wordt verder grotendeels bestreken door bomen. Het is bewoond sinds het 6e millennium voor Christus door landbouwers uit de Donau-regio.
De Asse wordt bestuurlijk gedeeld door de volgende gemeenten:
- Mönchevahlberg
- Groß Vahlberg
- Klein Vahlberg
- Remlingen
- Wittmar
- Groß Denkte

## Asse II
De zoutmijn Asse II werd sinds 1965 gebruikt voor onderzoek. Tussen 1967 en 1978 werd er radioactief afval opgeslagen. De mijn wordt geëxploiteerd door de Duitse overheid en beheerd door het Helmholtz Zentrum te München. Het onderzoek werd stopgezet in 1995, tussen 1995 en 2004 werden de cavinates gevuld met zout. Na berichten in de media in 2008 over pekel besmet met radioactief cesium-137 beschuldigden politici de exploitant van het niet inlichten van de inspectie-instanties. Op 8 september 2008 besloten de verantwoordelijke ministers van Nedersaksen en de Duitse regering tot wijziging van de exploitant. De nieuwe exploitant, het Bundesamt für Strahlenschutz (federaal bureau voor de bescherming tegen straling), sluit de mijn volgens atoomrecht in plaats van de mijnbouw-wet.